# Margaree 25
Margaree 25 är ett reservat i Kanada.   Det ligger i provinsen Nova Scotia, i den östra delen av landet, 1 100 km öster om huvudstaden Ottawa. Margaree 25 ligger på ön Kap Bretonön.
I omgivningarna runt Margaree 25 växer i huvudsak blandskog. Runt Margaree 25 är det mycket glesbefolkat, med 3 invånare per kvadratkilometer.